# 吾妻村 (長野県)
吾妻村（あづまむら）は、長野県西筑摩郡にあった村。現在の木曽郡南木曽町大字吾妻にあたる。

## 地理
- 山：賤母山、高土幾山、南沢山
- 河川：木曽川、蘭川

## 歴史
- 1874年（明治7年）11月7日 - 筑摩県筑摩郡妻籠村及び蘭村が合併して、吾妻村が発足する。
- 1876年（明治9年）8月21日 - 長野県の所属となる。
- 1878年（明治11年）1月4日 - 郡区町村編制法の施行により、西筑摩郡の所属となる。
- 1889年（明治22年）4月1日 - 町村制の施行により、吾妻村の区域をもって、吾妻村が発足する。
- 1961年（昭和36年）4月1日 - 読書村、吾妻村及び田立村が合併して、南木曽町が発足する。

## 交通

### 道路
- 国道19号（中山道）
- 旧中山道（妻籠宿）
- 大平街道